# گولیلمو موریستی
گولیلمو موریستی (ایتالیایی: Guglielmo Morisetti؛ زادهٔ ۱۸ مارس ۱۸۸۶) دوچرخه‌سوار اهل ایتالیا است.